# Echinoderes cavernus
Echinoderes cavernus är en djurart som tillhör fylumet pansarmaskar, och som beskrevs av Sørensen, Jørgensen och Boesgaard 2000. Echinoderes cavernus ingår i släktet Echinoderes och familjen Echinoderidae. Inga underarter finns listade i Catalogue of Life.